# Linnégymnasiet
Linnégymnasiet var en kommunal gymnasieskola i Uppsala som startades hösten 2010. Gymnasiet erbjöd "Flex" (tidigare kallad "Spunk") vilket innebar att man hade en flexibel studieform och möjligheten att styra över sin gymnasiegång. Flex erbjöd utbildningarna Samhällsvetenskap och Naturvetenskap.

## Från Linnéskolan till Linnégymnasiet
I lokalerna där Linnégymnasiet höll till låg tidigare gymnasieskolan Linnéskolan. Anledningen till Linnéskolans nedläggning var att kommunen skulle spara på lokaler bland de kommunala gymnasieskolorna. 
Nämndordförande, Mohamad Hassan (Folkpartiet), hävdade att det är bättre att stänga en hel skola än att stänga delar av Katedralskolan och Celsiusskolan. Linnéskolan lades därför ner år 2009. Konsekvensen av detta var att utbildningarna (med cirka 450 elever) flyttades till Lundellska skolan, Fyrisskolan och Katedralskolan.
Till hösten 2010 hade det flyttat in olika vuxenutbildningar i lokalerna men även skapats en ny skola. För att man skulle göra det tydligt att det inte var samma skola som förr lades ner gick man från namnet Linnéskolan till Linnégymnasiet.

## Från Linnégymnasiet till Ellen Fries gymnasium
Under 2019 fattade Uppsala kommun beslutet att starta en ny gymnasieskola i centrala Uppsala; Ellen Fries gymnasium. Linnégymnasiets verksamheter integrerades i Ellen Fries organisation vilket innebar att utbildningar med anpassade undervisningsgrupper erbjuds även i fortsättningen. Gymnasiet är uppkallat efter Sveriges första kvinnliga filosofie doktor Ellen Fries och grundades 2019. Skolan öppnade i augusti 2020 och erbjuder flera nationella program samt introduktionsprogram. 
Ellen Fries gymnasium huserar i två byggnader; en äldre längs Västra Strandgatan och en modernare längs Skolgatan. Den äldsta byggnaden kallas Magdeburg och uppfördes efter ritningar av arkitekten Carl Axel Ekholm för att inhysa Uppsala högre elementarläroverk för flickor. Det har således bedrivits skolverksamhet i byggnaden i över 130 år.

## Utbildningar
- Ekonomiprogrammet
  - Ekonomi
- Handel- och administrationsprogrammet
  - Service och handel
- Introduktionsprogram
  - Individuellt alternativ
  - Programinriktat val
  - Yrkesintroduktion
- Naturvetenskapsprogrammet
  - Naturvetenskap och samhälle
- Samhällsvetenskapsprogrammet
  - Beteendevetenskap
  - Medier, information och kommunikation
  - Samhällsvetenskap